# Rawania petasata
Rawania petasata är en insektsart som först beskrevs av Melichar 1903.  Rawania petasata ingår i släktet Rawania och familjen dvärgstritar. Inga underarter finns listade i Catalogue of Life.